# Cassanhas
|  | Per al municipi de la Fenolleda, vegeu Cassanyes. |

Cassanhas (en francès Cassaignes) és una vila de la regió d'Occitània, departament de l'Aude, districte (arrondissement) de Limós, cantó de Coisan. Amb poc més de 50 habitants, a una altura de 270 metres sobre el nivell del mar, el terme té 374 hectàrees. Hi ha una església parroquial dedicada aSant Martí. A la rodalia es troba la muntanya de Blancafort amb el puig de Cardú, on hi ha les restes d'un castell. Un antic poble avui abandonat, anomenat en francès Les Clapies, es troba a la part de Blancafort; va quedar sense població cap al 1950 després d'haver arribat a tenir uns 70 habitants i el 1973 va esdevenir part d'un domini agrícola (Domini de Blancafort) on fa uns 25 anys es va establí un centre eqüestre.
La vila es va formar en el domini senyorial del romà Cassinius. S'esmenta com a Cassamias el segle ix, i Cassanea el 1377. El seu nom actual apareix després del segle xvi. El castell de Blancafort es troba a la confluència dels riu Sals i Rialsesse, i enfront del puig del Cardú. Va ser fundat pels visigots, però després abandonat fins al segle x que es va fortificar, rebent el nom del color de la pedra. L'abadia de Jaffus (avui totalment desapareguda) dels monjos de Sant Policarp, dependent de l'abat d'Alet, en va passar a dependre; el 1119 el Papa va reconèixer la possessió del castell i abadia a l'abat d'Alet, però el castlà Bernat de Blancafort es va negar a acceptar-ho i va combatre a l'abat i al comte Bernat Ató, fins que el 1124 se'l va reconèixer com a senyor. Més tard els Blancafort van infeudar el castell als templers i en aquesta època es va reformar i se l'anomena Rena. Varen començar l'explotació de mines però es creu que en realitat buscaven el tresor dels visigots i que el van trobar en bona part, estan al lloc uns dos anys. A mitjans del segle xiii el senyor de Blancafort, Roger, va ser derrotat per Simó de Montfort, i el seu domini concedit a Pere de Voisins, família des de la qual passarà als ducs de Joyeuse.
Cassanhas és la vila natal del poeta occità Lluís Casimir Clottes (1872-1924)